# Paco Rabanne
Francisco Rabaneda Cuervo (Pasajes, 18 de febrero de 1934-Portsall, 3 de febrero de 2023) más conocido por su seudónimo Paco Rabanne, fue un diseñador de moda y empresario franco-español.
Rabanne saltó a la fama del mundo de la moda en la década de 1960, gracias al uso de materiales poco convencionales, como el metal y el plástico, en su ropa y a la incorporación de elementos futuristas en sus diseños, adquiriendo notoriedad por su estilo futurista. Colaboró con diversas casas de moda icónicas y diseñó vestuario para películas. Rabanne también recibió varios premios, entre ellos la Legión de Honor, que reconocía sus contribuciones a las artes y la moda.
Además de su trabajo en el mundo de la moda, Rabanne es conocido por sus fragancias. Creó varias fragancias de gran éxito mundial, como Paco Rabanne Pour Homme, 1 Million y Lady Million.

## Biografía

### Infancia y adolescencia
Francisco Rabaneda Cuervo nació el 18 de febrero de 1934 en el distrito de Trintxerpe del municipio guipuzcoano de Pasajes, hijo de María Luisa Cuervo Fernández, la costurera jefa en San Sebastián del diseñador Balenciaga, y del coronel de las fuerzas republicanas Francisco Rabaneda Postigo. Francisco era el tercero de cuatro hijos: Olga, Pacífico y Dulce.
El padre fue fusilado en 1937 por las tropas franquistas en Santoña durante la guerra civil española. Después de 1939, su familia se exilió en Francia para encontrar refugio en Morlaix y más tarde en Les Sables-d'Olonne. 
Entre 1951 y 1963, estudió arquitectura en la Escuela Nacional Superior de Bellas Artes de París. Finalizó sus estudios habiendo producido miles de bocetos de moda.

### Desarrollo profesional
En 1959, Women’s Wear Daily publicó una serie de siete vestidos de líneas geométricas creadas cuidadosamente, firmadas por Frank Rabanne, un nombre que pronto se volvería famoso. Entre 1955 y 1963 se encargó de diseños de bolsos para Roger Model y de calzado para Charles Jourdan. En 1963 fue premiado en la Bienal de París por una escultura para jardín, expuesta en el Museo de Arte Moderno.

#### De 1962 a 1970
De 1962 a 1966 fabricó artesanalmente accesorios de fantasía, como botones o bordados sin hilo ni aguja, que se utilizarían en prendas de alta costura firmadas por Balenciaga, Nina Ricci, Maggy Rouff, Philippe Venet, Pierre Cardin, Courrèges y Givenchy. En 1965 crea los pacotilles, accesorios de Rhodoid (pendientes, gafas, cascos) en colaboración con Michèle Rosier, Christiane Bailly y Emmanuelle Khan, los estilistas más en boga del prêt-à-porter industrial. Así nació la firma Paco Rabanne.
El 1 de febrero de 1966 tiene su primera "Colección Manifiesto" presentada en el Hôtel George-V: «12 vestidos imposibles de llevar fabricados en materiales contemporáneos» adornados con discos y placas de Rhodoid. El 21 de abril estrena en el Crazy Horse Saloon una segunda colección compuesta por trajes de baño de Rhodoid, lucida por las artistas del establecimiento. Ese septiembre el diseñador presenta modelos de cuero ribeteado, plumas de avestruz y aluminio que se expondrían en la galería de arte parisina de Iris Clert. Ese octubre monta en el n.º33 de Rue Bergère un marco de decorado compuesto por tubos de acero y paredes negras.
Durante los siguientes tres años experimenta con materiales y proyectos revolucionarios: vestidos de papel, modelos de cuero fluorescente, metal martillado, punto de aluminio y piel tricotada.
- Creaciones más relevantes: vestido de placas de oro con diamantes engastados, lucido por Françoise Hardy; prendas ajustadas “Giffo” y vestidos hechos de botones.
- Creación de los “Rob’auto”, una colección limitada de prêt-à-porter especialmente diseñada para la conducción de un automóvil.
- Diseño de vestuario para producciones cinematográficas como Les aventuriers (Tres aventureros,[7] dirigida por Robert Enrico en 1967), Barbarella[8] (dirigida por Roger Vadim en 1968) y los vestidos de Audrey Hepburn en Two for the Road (Dos en la carretera, dirigida por Stanley Donen en 1967).
- Creaciones adquiridas por los Museos de Arte Contemporáneo, como el MoMA de Nueva York.

En 1969 colabora con el grupo español Puig. Se produjo el lanzamiento de un primer perfume, “Calandre”.

#### De 1971 a 1989
De 1971 a 1975 se adhiere a la Cámara Sindical de la Costura en Francia, incorporando sus colecciones como el tejido con flecos, desgarrado o retejido; transforma los pañuelos de Cholet o los fulares en vestidos, los calcetines en mangas de suéter, introduce máscaras, los corpiños y los chalecos de plástico ceñidos y de textura en eslabón. En 1973 lanza su primer perfume masculino, “Paco Rabanne pour Homme”.
De 1976 a 1989 lanza una línea de prêt-à-porter masculino, enriquece sus colecciones con nuevos materiales tratados de manera poco convencional: tejidos luminiscentes, papeles metalizados, ante calado o trenzado de metal, cortinas de abalorios de madera y formas sorprendentes: peto con hombreras de metal martillado articulado, chaquetas esculpidas en piel, abrigos cometa, jubones de cota de malla y zapatos “de punta curvada”. Sigue creando vestuario para producciones artísticas, como los trajes para la obra de teatro “Par delà les marronniers” (Al otro lado de los castaños), de Jean-Michel Ribes.
Entre 1979 y 1988 la saga de perfumes firmada por Paco Rabanne alcanza el éxito internacional. Tras esto lanza “Métal”, “La Nuit”, “Sport” y “Ténéré”. Gracias a su iniciativa privada se crea en París el Centre 57, destinado al patrocinio de artistas de la diáspora negra. Coproduce Salaam Bombay!, película dirigida por Mira Nair que es galardonada con el premio «Camera d'Or» en el Festival de Cannes de 1988.
De 1990 a 1998 lanza una línea de prêt-à-porter femenino. Sus colecciones de costura desarrollan los efectos luminosos y los volúmenes esculturales: discos con efecto espejo, plexiglás, reflejos láser, fibra óptica, etc., caracterizan el estilo Rabanne. Sus accesorios (joyas, tocados y calzado) se consideran creaciones de pleno derecho. Recibe el “Dedal de Oro” en Francia por su colección primavera-verano de 1990.
De 1993 a 1996 crea dos nuevos perfumes: “XS” y “Paco”. Si bien el primero demuestra masculinidad, el segundo apuesta por la ambigüedad y se combina con la creación de una línea de prendas de vestir y accesorios unisex. También publica una serie de obras fruto de su propia trayectoria espiritual, entre ellas destaca la “Trilogía sobre el tiempo”, reflexión sobre la condición humana y la búsqueda mística.

### Cierre y regreso de la casa Rabanne
De 1999 a 2009 finalizó la alta costura. El prêt-à-porter conoce un nuevo impulso bajo la dirección artística de Rosemary Rodríguez y, más tarde, de Patrick Robinson. Paco Rabanne también fue pintor y diseñador. Expuso sus obras pictóricas en Valbonne y presentó, en el salón Maison et Objet (Casa y objeto) una colección de seis sillas inspiradas en sus célebres texturas. Cabe destacar en 1999 el nacimiento del perfume “Ultraviolet”, con color y frasco inéditos.
Del 2001 a 2009 creó “Ultraviolet Man”, “Black XS”, “Black XS pour Elle” Y “1 Million”, que marcaron el nuevo estilo de Paco Rabanne: inconformismo, diseño, audacia e innovación. El “1 Million” es un sensacional éxito mundial, ligado a la publicidad televisiva que tuvo.
A partir de la temporada 2013-2014, la firma, ya en manos de Puig, volvió a las colecciones de prêt-à-porter y, en 2015, abrió una tienda propia en París. Los desfiles vuelven a mostrar prendas realizadas con materiales modernos; vuelve el metal, el plástico, el neopreno, etc.
Falleció el 3 de febrero de 2023 a los 88 años a causa del cáncer pancreático con el que venia luchando unos años atrás, en su casa de Portsall, Finisterre (Francia).

## Premios
- Legión de Honor: Caballero,[17] 1989; Oficial, 2010.[18]
- Medalla de Oro al mérito en las Bellas Artes, 2000.[19]
- Premio Nacional de Diseño de Moda, 2010.[20]